# サーカスの怪人
『サーカスの怪人』（サーカスのかいじん）は、月刊娯楽雑誌「少年クラブ」（大日本雄辯會講談社）に1957年に連載された江戸川乱歩作の少年向け推理小説シリーズの一つである。

## 概要
怪人二十面相（作中では四十面相）の過去と本名について描かれた作品でもある。二十面相は遠藤平吉という本名を持つサーカスの曲芸師であり、笠原太郎と二代目団長の座を争いに敗れてサーカス団を去ったことが触れられている。
ストーリーは骸骨男に化けてグランド・サーカス団に復讐をするという中身であり、二十面相の復讐劇になっている。

## あらすじ
少年探偵団員が怪しげな骸骨男に遭遇し、尾行を開始する。骸骨男はグランド・サーカスのサーカス小屋の中で忽然と姿を消し、その日からサーカス小屋の中で恐ろしい出来事が次々と起こり始める。
名探偵・明智小五郎と、小林少年率いる少年探偵団の活躍が始まる……。